# Dolmen de Marjallat
Le dolmen de Marjallat, appelé aussi dolmen de Morgeac (Morjat) ou dolmen de Josat, est un dolmen situé sur la commune française de Mazeyrat-d'Allier dans le département de la Haute-Loire.

## Histoire
Il est classé au titre des monuments historiques par arrêté du 11 août 1986

## Description
Le dolmen est totalement ruiné. Signalé comme endommagé dès 1813, l'édifice est même mentionné comme disparu en 1853. Des quatre dalles visibles encore au milieu du XIXe siècle, il n'en reste plus que deux. Il s'agissait probablement à l'origine d'un dolmen de type simple.